# Canal 6 Navarra
Canal 6 Navarra fue una cadena privada de televisión de carácter autonómico que emitía en la Comunidad Foral de Navarra (España), propiedad del grupo Promecal. Estuvo en funcionamiento desde el año 2002 hasta mayo de 2012, cuando dejó paso a un nuevo proyecto de televisión en la Comunidad de Navarra llamado Navarra Televisión que actualmente gestiona los extintos Canal 6 Navarra y Popular TV Navarra tras su fusión. Antes de su desaparición era posible sintonizar sus emisiones en la práctica totalidad de Navarra a través de la señal digital y también a través del operador ONO.
Esta cadena contaba además con un segundo canal que junto a él y las también difuntas señales de Canal 4 Navarra emitía por la TDT en el mismo Multiplexor denominado Canal 6 DOS.